# 5-я византийская малая хроника
5-я византийская малая хроника — выписки из некого официального документа эпохи Комнинов. Названа по изданию П. Шрайнера, где эта хроника приведена под номером 5. Сохранилась в рукописи XII в. Содержит 9 заметок, повествующих о семейных делах Комнинов в период с 1083 по 1098 гг.

## Издания
1. A. P. Kazdan, Die Liste der Kinder Alexios' I. in einer Moskauer Handschrift, in: Beitraege zur Alten Geschichte und deren Nachleben. Festschrift fuer F. Altheim zum 6. 10. 1968, Bd. II. Berlin 1970, 233-237.
2. P. Schreiner, Eine unbekannte Beschreibung der Pammakaristoskirche. DOP 25 (1971) 247-248.
3. P. Schreiner. Die byzantinischen kleinchroniken. V. 1. Wien, 1975, p. 55-56.

## Переводы на русский язык
- 5-я византийская малая хроника в переводе А. С. Досаева на сайте Восточной литературы